# Johann Georg Lehmann (Geodät)
Johann Georg Lehmann (* 11. Mai 1765 in Baruth/Mark; † 6. September 1811 in Dresden) war ein deutscher Geodät und Kartograf, der die nach ihm benannten Lehmannschen Schraffen entwickelte.

## Leben und Werk
Lehmann war der Sohn eines Müllers. Ab 1789 besuchte er den Unterricht der Kadettenanstalt in Dresden. Während seiner Kartierarbeiten entwickelte er die später nach ihm benannten Lehmannschen Schraffen: Je steiler das Gelände ist, desto dunkler werden die Schraffen dargestellt. Diese Erfindung, die er 1799 publizierte, wurde zur dominierenden Methode der Reliefdarstellung in den Topografischen Karten des 19. Jahrhunderts – sowohl in Deutschland als auch in anderen europäischen Staaten.
Lehmanns Ziel war, das Relief mit nur einer einzigen Methode wiederzugeben. Dennoch sollten die Karten gut lesbar sein und sich für militärische Zwecke eignen.

## Veröffentlichungen
- Darstellung einer neuen Theorie zur Bezeichnung der schiefen Flächen im Grundriss oder der Situationszeichnung der Berge. Fleischer, Leipzig 1799.